# Episodi di Gli eroi di Hogan (quinta stagione)
La quinta stagione della serie televisiva Gli eroi di Hogan è stata trasmessa in anteprima negli Stati Uniti d'America dalla CBS tra il 26 settembre 1969 e il 27 marzo 1970.
| nº | Titolo originale                  | Titolo italiano | Prima TV USA      | Prima TV Italia |
| -- | --------------------------------- | --------------- | ----------------- | --------------- |
| 1  | Hogan Goes Hollywood              |                 | 26 settembre 1969 |                 |
| 2  | The Well                          |                 | 3 ottobre 1969    |                 |
| 3  | The Klink Commandos               |                 | 10 ottobre 1969   |                 |
| 4  | The Gasoline War                  |                 | 17 ottobre 1969   |                 |
| 5  | Unfair Exchange                   |                 | 24 ottobre 1969   |                 |
| 6  | The Kommandant Dies at Dawn       |                 | 31 ottobre 1969   |                 |
| 7  | Bombsight                         |                 | 7 novembre 1969   |                 |
| 8  | The Big Picture                   |                 | 14 novembre 1969  |                 |
| 9  | The Big Gamble                    |                 | 21 novembre 1969  |                 |
| 10 | The Defector                      |                 | 28 novembre 1969  |                 |
| 11 | The Empty Parachute               |                 | 5 dicembre 1969   |                 |
| 12 | The Antique                       |                 | 12 dicembre 1969  |                 |
| 13 | Is There a Traitor in the House?  |                 | 19 dicembre 1969  |                 |
| 14 | At Last - Schultz Knows Something |                 | 26 dicembre 1969  |                 |
| 15 | How's the Weather?                |                 | 2 gennaio 1970    |                 |
| 16 | Get Fit or Go Fight               |                 | 9 gennaio 1970    |                 |
| 17 | Fat Hermann, Go Home              |                 | 16 gennaio 1970   |                 |
| 18 | The Softer They Fall              |                 | 23 gennaio 1970   |                 |
| 19 | Gowns by Yvette                   |                 | 30 gennaio 1970   |                 |
| 20 | One Army at a Time                |                 | 13 febbraio 1970  |                 |
| 21 | Standing Room Only                |                 | 20 febbraio 1970  |                 |
| 22 | Six Lessons from Madame LaGrange  |                 | 27 febbraio 1970  |                 |
| 23 | The Sergeant's Analyst            |                 | 6 marzo 1970      |                 |
| 24 | The Merry Widow                   |                 | 13 marzo 1970     |                 |
| 25 | Crittendon's Commandos            |                 | 20 marzo 1970     |                 |
| 26 | Klink's Escape                    |                 | 27 marzo 1970     |                 |